# Samuel Lemchen
Samuel Lemchen, född den 13 juni 1720, död den 23 augusti 1807 i Lund, var en svensk teolog.
Sin första undervisning mottog Lemchen av en privatlärare, till dess han 1734 blev intagen i Växjö skola. Två år därefter uppflyttades han på gymnasiet, varifrån han sändes till Lunds universitet, där han den 28 september 1739 blev student och efter avlagda lärdomsprov den 18 juni 1745 promoverad till filosofie magister. Först nio år därefter eller år 1754 lyckades han bli antagen till docent i filosofiska fakulteten. Sedan han både 1756 och året därpå blivit uppförd på förslag till den teologiska adjunkturen och år 1758 enhälligt blivit kallad till motsvarande befattning i filosofiska fakulteten utnämndes han först den 5 juli 1762 till ordinarie filosofie adjunkt. Lemchen innehade 1772 andra rummet på förslaget till posten som akademisekreterare och tre år därefter fick han enhällig kallelse vid upprättandet av förslaget till akademiräntmästaresysslan; men efter att ha förbigåtts vid utnämningen blev han den 18 augusti 1775 förordnad till extra ordinarie professor. Sedan han åren 1756, 1757, 1763 och 1770 förgäves varit föreslagen att bli teologie adjunkt, erhöll han omsider den 22 januari 1776 universitetskanslern, greve Falkenbergs fullmakt på denna befattning. Lemchen prästvigdes i Lund den 30 november 1777 och tillträdde följande år Hällestads, Dalby och Bonderups prebendepastorat. Han innehade då även rum på förslagen såväl till första som tredje teologiska professuren. Lemchen utnämndes av biskop Celsius till prost över egna församlingar den 16 juni 1779 och blev av denne den 16 februarí 1782 promoverad till teologie doktor. Han kallades 1784 till provpredikant för det då lediga superintendentsämbetet i Karlskrona och kom vid valet närmast dem som fördes upp på förslaget. Lemchen uppfördes 1785 på förslaget till domprostsysslan i Växjö och hedrades på samma sätt i biskopsvalet där 1787. Han uppflyttades 1790 till första teologiska adjunkturen och den därmed förenade kyrkoherdetjänsten i Husie och Västra Skrävlinge församlingar samt förordnades samma år till prost över Oxie härads kontrakt Sedan han 1794 innehaft rum på domprostförslaget i Lund utnämndes han omsider, vid 75 års ålder, den 16 juli 1795 till tredje teologie professor där och kyrkoherde i Vallkärra och Stångby församlingar. Vid prästmötet samma år försvarade han som preses sin utgivna disputation De Ministerio Ecclesiastico. Han utgav även under sitt presidium 34 akademiska avhandlingar, av vilka den sista utkom i hans åttiofjärde levnadsår. Lemchen promoverade den 16 april 1796 Anders Hylander till teologie doktor. Hans sista befordran kom då han den 21 december 1803 förordnades till förste teologie professor och domprost i Lund. 
Samuel Lemchen var son till direktören över Skeens pappersbruk i Annerstads socken i Kronobergs län Johan Lemchen och dennes hustru Rebecca Heurlin. Han gifte sig den 10 januari 1767 med Brita Christina von Rajalin, död den 15 februari 1794, dotter till viceamiralen Thomas von Rajalin i dennes senare gifte. Med henne hade han endast dottern Maria Rebecka, född den 25 augusti 1778, gift 1803 med den senare lagmannen och häradshövdingen i Norra Ångermanlands domsaga, Johan Munck af Rosenschöld.